# Strada statale 225 della Val Fontanabuona
La strada statale 225 della Val Fontanabuona (SS 225) è una strada statale italiana che congiunge Chiavari a Bargagli, percorrendo la val Fontanabuona, all'interno dei confini amministrativi della città metropolitana di Genova.

## Storia

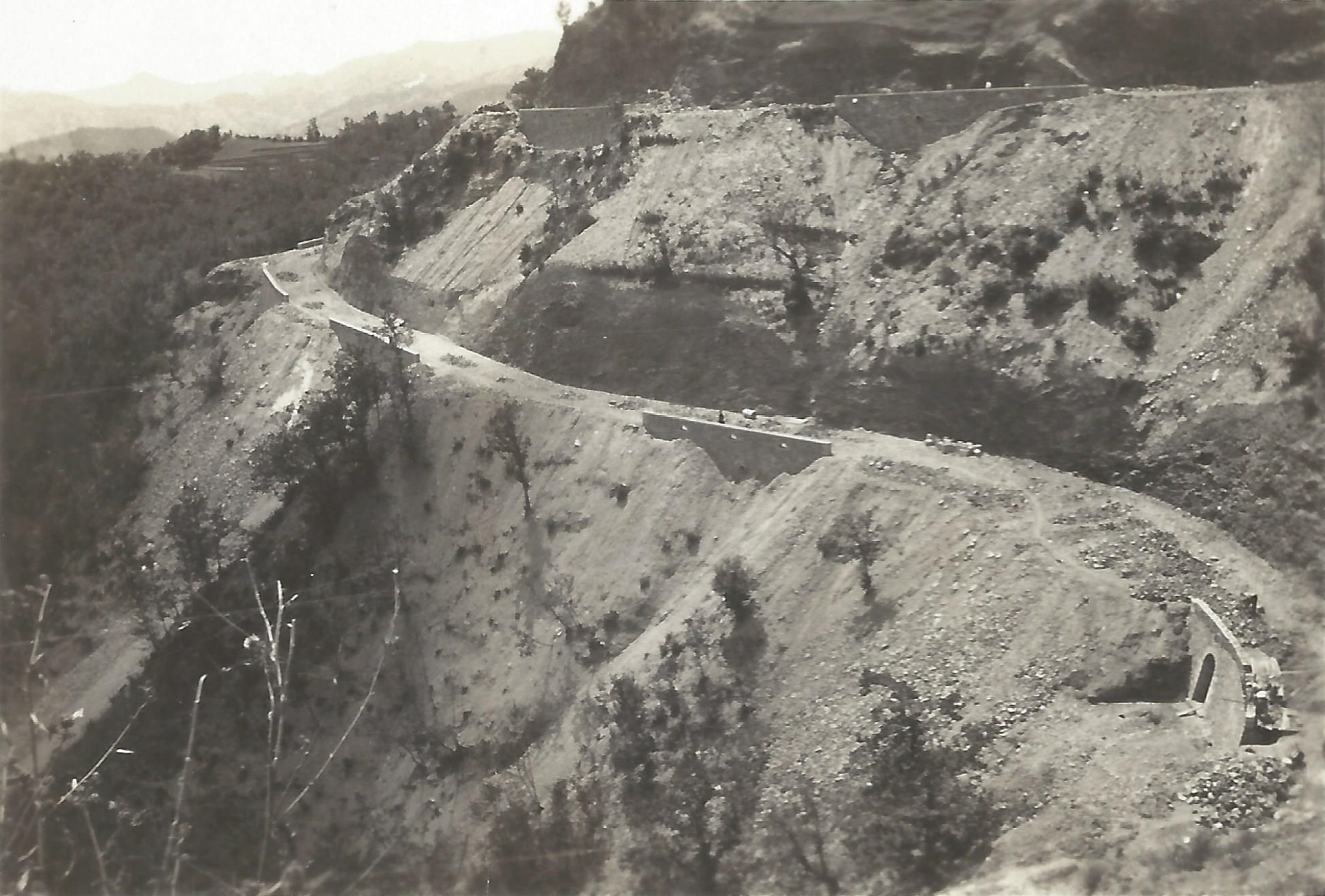
I lavori di costruzione della strada n. 139 a inizio anni Trenta del Novecento nel tronco Boasi-Sottocolla di Boasi.

La costruzione del primo tratto della strada della Fontanabuona, da Carasco a Gattorna (frazione di Moconesi), iniziò nel 1846 da parte di un consorzio di 13 comuni. L'ultimo tratto da Boasi a Ferriere (entrambe frazioni di Lumarzo), inizialmente previsto dalla legge n. 333 del 23 luglio 1881, fu costruito tra il 1929 e il 1934 dalla Provincia di Genova. Il progetto rientrava nell'ambito della realizzazione della strada interprovinciale appenninica di serie numero 139, che doveva collegare la Pianura Padana alla Spezia passando per le valli Bisagno, Fontanabuona e Vara, un raddoppio dell'Aurelia da Genova alla Spezia attraverso l'Appennino ligure.
Nel 1959 venne elevata al rango di strada statale con il seguente percorso: "Innesto S.S. n. 1 a Chiavari - Cicagna - Gattorna - Innesto S.S. n. 45 in località Colla di Boasi."
Il 7 aprile 1968 iniziarono i lavori di costruzione del traforo T3 Bargagli-Ferriere, che venne inaugurato il 5 giugno 1971. Il completamento dell’autostrada Genova-Sestri Levante, il 31 luglio 1970, ridusse notevolmente il traffico lungo la strada statale 225.
In seguito al decreto legislativo n. 112 del 1998, dal 2001 la gestione è passata dall'ANAS alla Regione Liguria che ha provveduto al trasferimento dell'infrastruttura al demanio della Provincia Genova. (e dal 1º gennaio 2015 alla Città metropolitana di Genova).
Dal 1º agosto 2018 la strada è tornata di competenza ANAS nell'ambito del piano Rientro Strade.

## Percorso
Ha inizio a Chiavari, dall'innesto sulla strada statale 1 Via Aurelia e per buona parte del suo itinerario risale il percorso del torrente Lavagna lungo la val Fontanabuona: attraversa così i comuni di Carasco, San Colombano Certenoli, Cicagna e Moconesi. Nella frazione di Gattorna (Moconesi) si distacca la strada provinciale 333 di Uscio diretta a Recco. Attraversa poi i comuni di Neirone e Lumarzo.
L'attuale termine, frutto di revisione del 1989, è posto in corrispondenza dell'innesto sulla strada statale 45 di Val Trebbia nei pressi di Bargagli, raggiunto mediante il già citato traforo T3; il precedente caposaldo finale era rappresentato sempre da un innesto con la SS 45, posto però 9,4 chilometri più a nord in località Galleria di Boasi.

## Galleria di Boasi

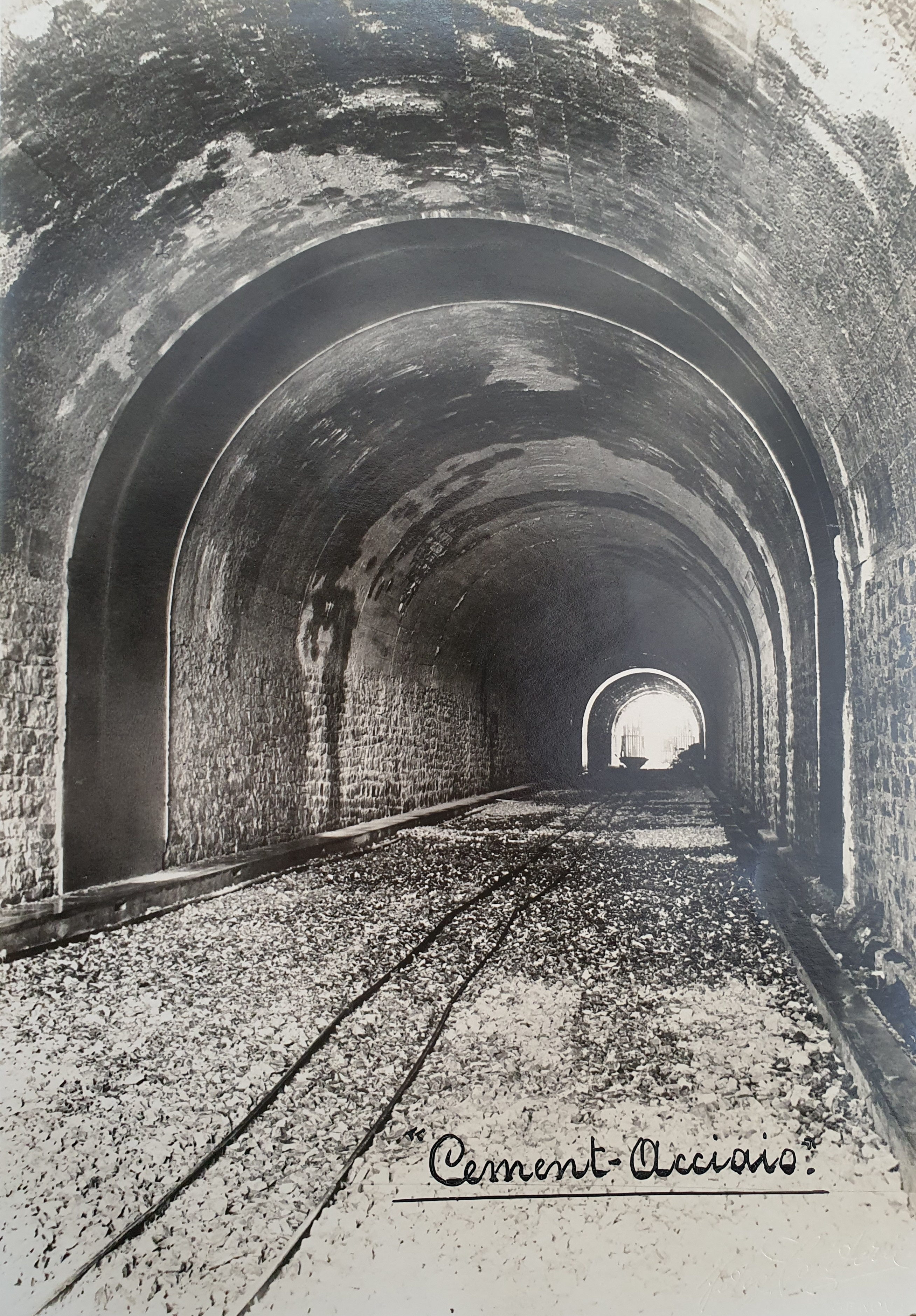
I lavori di costruzione della Galleria di Boasi tra il 1929 e il 1933 nell'ambito del progetto della strada appenninica n. 139 Genova-La Spezia (Archivio storico della Provincia di Genova-Foto Conteri)

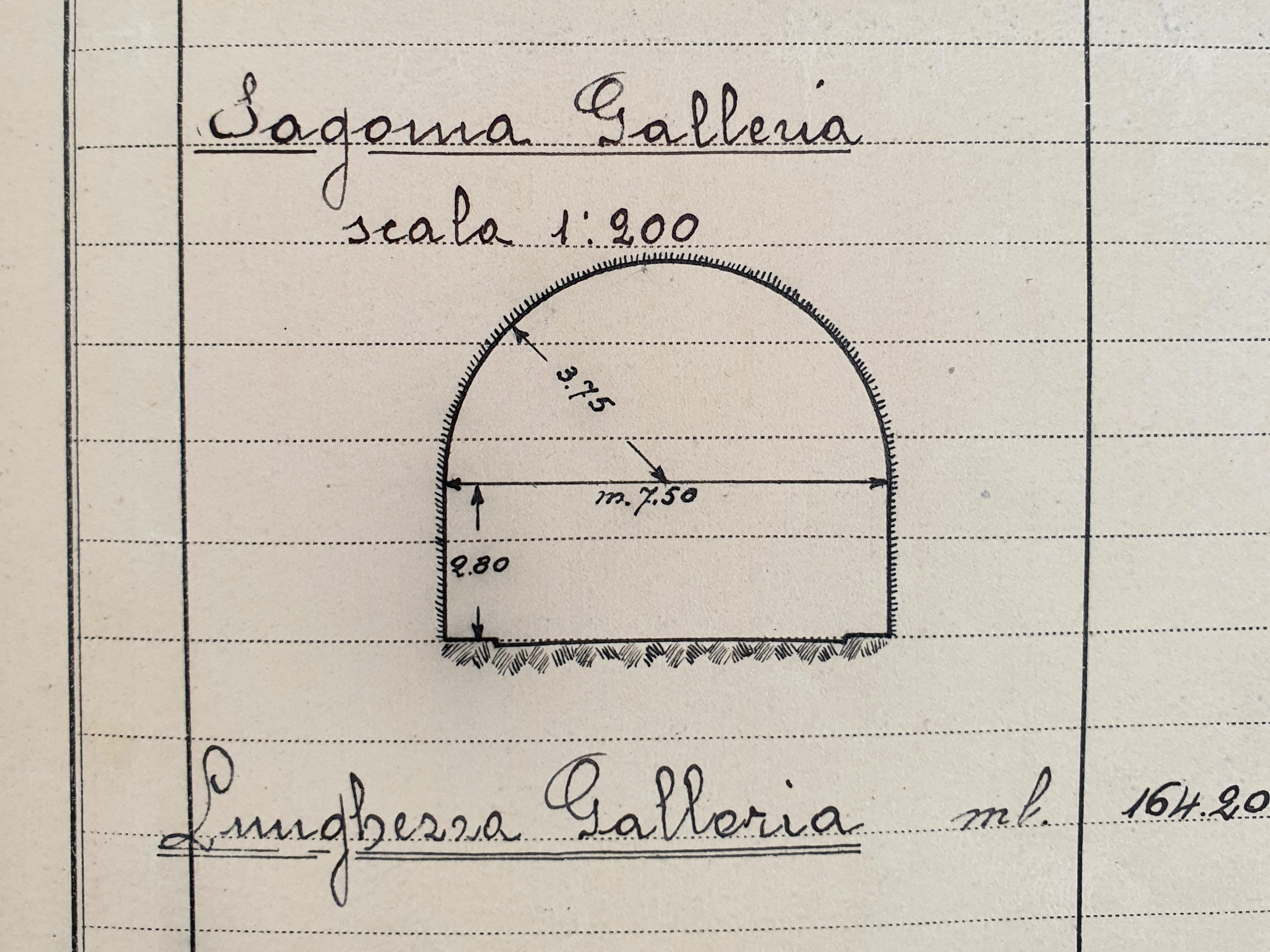
Il progetto di costruzione della Galleria di Boasi redatto dall'Ufficio Tecnico della Provincia di Genova il 16 gennaio 1928 (Archivio storico Provincia di Genova)

La galleria di Boasi è un tunnel stradale lungo 164,2 metri che collega la val Fontanabuona e la val Bisagno al confine tra i Comuni di Lumarzo e Davagna a un'altitudine di 620 metri sopra il livello del mare. Fu il primo tunnel carrabile della storia a unire la valle del torrente Lavagna con l'esterno, scavato esattamente sotto l'antico valico pedonale della Colla di Boasi (651 m) usato nei millenni precedenti. I lavori di costruzione appaltati dalla Provincia di Genova all’impresa genovese del geometra Giovanni Carena fu Carlo iniziarono il 5 novembre 1929 nell’ambito del tronco Sottocolla di Boasi-Boasi del progetto della strada appenninica n. 139 Genova-La Spezia ultimato il 14 giugno 1934. Un'infrastruttura prevista dalla legge numero 333 promulgata il 23 luglio 1881 a Monza dal re Umberto I di Savoia, così come dai regi decreti del 5 aprile 1903 e del 5 marzo 1916, che entrambi fissarono alla Colla di Boasi l'innesto tra la strada della val Fontanabuona e la strada nazionale Genova-Piacenza. Il progetto definitivo comprendente la galleria fu redatto dall'Ufficio Tecnico della Provincia di Genova il 16 gennaio 1928 e ottenne il successivo via libera del Ministero dei lavori pubblici. Venti imprese parteciparono all'asta pubblica per l'appalto dei lavori, che la ditta Carena si aggiudicò con un ribasso del 28%, 3.5 milioni di lire il costo totale stimato per i 3,3 chilometri del tronco stradale, di cui 526 mila lire per la galleria. Lo scavo e la costruzione del tunnel furono realizzate da operai minatori, picconieri, spaccapietre, terraiuoli, carriolanti, manovali, selciatori, calcinaiuoli, scalpellini, carpentieri, fabbri e garzoni, in larga parte manodopera locale. L'armatura del volto della galleria fu ultimata entro il 1930 al fine di poter installare i binari indispensabili a movimentare dalla val Bisagno alla val Fontanabuona i materiali e la roccia necessaria a erigere la nuova strada. La prima fattura pagata dalla Provincia di Genova alle Officine Elettriche Genovesi per illuminare il tunnel è riferita al periodo dal 25 ottobre 1933 al 1 dicembre 1933. A fine lavori la galleria di Boasi risultò 7,7 metri più lunga di quanto previsto nel progetto iniziale, 164,2 metri rispetto a 156,5, con una luce di 7,5 metri, un piedritto di 2,8 metri, una freccia di 3,75 metri, una superficie di intradosso del volto di 1933,45 metri quadrati completamente impermeabilizzata "a causa dell'abbondante e continuo stillicidio verificatosi in corso d'opera", una superficie dei piedritti di 919,52, per un totale di 2852,97 metri quadrati, una pendenza dell'1% verso la val Fontanabuona, per un totale di 8.570 metri cubi di roccia e terreno scavati.
Il Giro d'Italia è transitato tredici volte nella galleria di Boasi, il cui imbocco il 29 aprile 1939 fu teatro di una rovinosa caduta del ciclista Giuseppe Sabatini. Il tunnel fece parte della strada statale 225 fino al 22 luglio 1989, quando un decreto del Ministero dei lavori pubblici ne attribuì la competenza alla Provincia di Genova, oggi Città metropolitana di Genova.

## Traforo T3 Bargagli-Ferriere

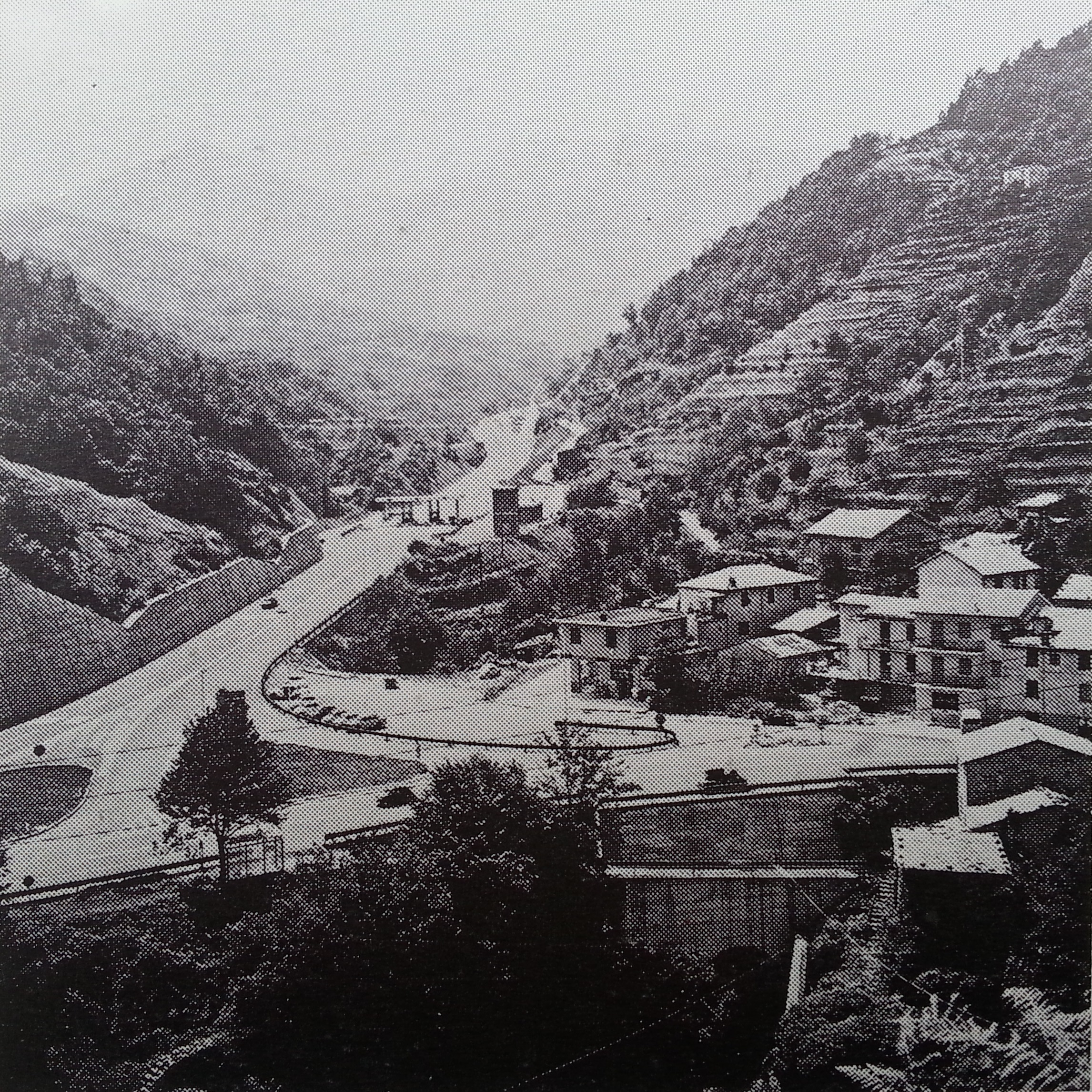
Lo svincolo di Ferriere del traforo T3 lungo la strada statale 225 nel 1971

Il traforo Bargagli-Ferriere è un tunnel lungo 2.031 metri che collega la val Fontanabuona e la val Bisagno, la cui costruzione iniziò il 7 aprile 1968. La sua creazione fu dovuta alla necessità di velocizzare il collegamento tra la valle fontanina ed il capoluogo ligure, creando un'arteria interna parallela alla strada statale 1 Via Aurelia.
L'infrastruttura, rappresentata dal traforo stesso e dalla relativa viabilità d'accesso, misuranti complessivamente 4.250 metri, fu aperta al traffico come autostrada con la numerazione T3 il 5 giugno 1971 ed inizialmente soggetta a pedaggio. In quel momento rappresentò un'alternativa più breve e meno tortuosa, rispetto al tracciato originale della SS 225 fra Ferriere e la Galleria di Boasi, nel raggiungimento della val Bisagno.
Nel 1975 il pedaggio era pari a 300 lire. Il traforo e la variante furono inizialmente gestiti dalla Società traforo Bargagli-Ferriere (della società Autostrade SpA) fino al 1989.
A seguito del decreto del 22 luglio 1989, venne effettuato il passaggio di competenze all'ANAS, la quale inserì il tracciato nell'itinerario della SS 225 variandone il caposaldo finale dalla Colla di Boasi a Bargagli: il vecchio tracciato venne dismesso e consegnato alla Provincia di Genova, che lo riclassificò come SP 77.
Attualmente non è soggetto a pedaggio e l'accesso è vietato a bici, pedoni ed a moto con cilindrata inferiore ai 125 cc. La classificazione T3 è stata così abbandonata.